# Guarea macropetala
Guarea macropetala là một loài thực vật thuộc họ Meliaceae. Đây là loài đặc hữu của Panama. Chúng hiện đang bị đe dọa vì mất môi trường sống.